# 高橋哲夫 (教育学者)
高橋 哲夫（たかはし てつお、1933年 - ）は、日本の教育学者。文部省初等中等教育局教科調査官や、文教大学教授を歴任した。
教科調査官としては、おもに中学校における特別活動を担当し、性教育の扱いなどに関わった。
文教大学では、教育学部教職課程に所属した。また、1992年の日本特別活動学会の設立を実務面で支え、ほかにも日本ピア・サポート学会などの学会、研究会の役員を歴任した。
東京都北区教育委員会教育長を務めたのは同姓同名の別人。

## おもな著書

### 編著
- 性の指導Q&A、大成出版社、1987年
- 中学校新教育課程を読む 特別活動の解説と展開、教育開発研究所、1989年
- 中学校新教育課程の解説 特別活動、第一法規出版、1989年
- 改訂中学校教育課程講座 特別活動、ぎょうせい、1989年
- 新学習指導要領の指導事例集：中学校特別活動（新しい学校行事の指導事例：全3冊）、明治図書出版、1990年
- 特別活動の内容と指導のポイント（高等学校新学習指導要領の解説）、学事出版、1990年
- 中学校学校行事・体験的活動の新展開（特別活動の新研究 9）、明治図書出版、1991年
- 学級活動の指導過程 中学校（特別活動の新研究 13）、明治図書出版、1991年

### 共編著
- （小泉英二との共編著）学校教育相談の理論・実践事例集、第一法規出版、1986年
- 改訂中学校学習指導要領の展開 特別活動編、明治図書出版、1989年
- （宇留田敬一との共編著）中学校学習指導要領：'89告示 特別活動の解説と実践、小学館、1989
- （坂本昇一との共編著）改訂高等学校学習指導要領の展開 特別活動編、明治図書出版、1990年
- 中学校学級活動 1年-3年（全3冊）、教育出版、1991年
- （原口盛次、井上裕吉との共編著）特別活動研究（教員養成基礎教養シリーズ）、教育出版、1999年
- （仙崎武、藤原正光、西君子、今泉紀嘉との共編著）生徒指導の研究：生徒指導・教育相談・進路指導、学級・ホームルーム経営、 教育出版、2009年
- （原口盛次、井上裕吉、今泉紀嘉、井田延夫、倉持博との共編著）特別活動研究、教育出版、2010年
- （ 井上裕吉との共編著）中学校特別活動指導法ハンドブック 1巻（学級活動）、明治図書出版、1992年
- （白井三恵との共編著）中学校特別活動指導法ハンドブック 2巻（生徒会活動・クラブ活動）、明治図書出版、1992年
- （槙常三との共編著）中学校特別活動指導法ハンドブック 3巻（学校行事）、明治図書出版、1992年
- （森嶋昭伸、今泉紀嘉との共編著）「ガイダンスの機能の充実」によるこれからの生徒指導、特別活動、教育出版、2010年